# Зефир желтоватый
Зефир желтоватый, (Japonica lutea) — вид дневных бабочек из семейства голубянок (Lycaenidae).

## Описание
Длина переднего крыла самцов 16—19 мм, самок 15—20 мм. Размах крыльев 28—38 мм. Самец и самка окрашены на верхней стороне крыльев в жёлтый или жёлто-оранжевый цвет, часто с сероватым оттенком. Чёрно-бурая окантовка внешнего края резко расширяется к вершине переднего крыла и захватывает привершинную часть переднего края. Задние крылья с хвостиком. Нижняя сторона крыльев немного темнее фона верхней стороны и имеет небольшой оливковый оттенок.
Светло-оранжевые прикраевые пятна сливаются в единую полоску, на заднем крыле они центрированы точками чёрного цвета. Срединная охристая перевязь и пятно у вершины центральной ячейки переднего крыла ограничены беловатой линией. У особей из Японии серебристые полосы снизу крыльев яркие, блестящие. Глаза голые. Передние лапки самцов сегментированы.

## Ареал
Россия (Хабаровский край, Приморье, Еврейская автономная область, Амурская область, остров Кунашир), Корея, Северный и Северо-восточный Китай, Япония.

## Биология

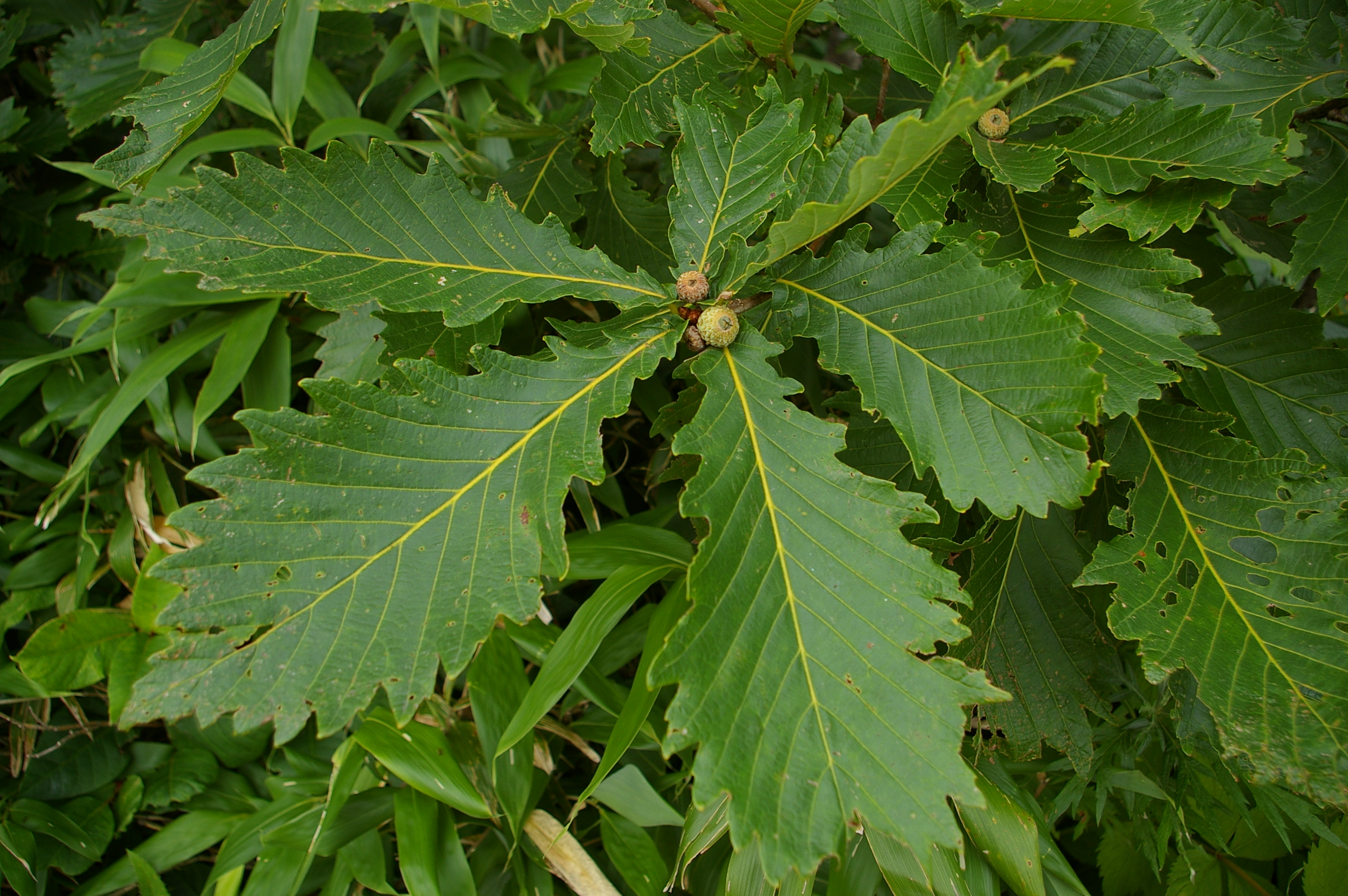
Дуб монгольский — кормовое растение гусениц

За год развивается одно поколение. Время лёта с середины июня до конца августа. Гусеница развивается на дубе монгольском (Quercus mongolica), Quercus serrata, Quercus acutissima, Quercus dentata, Quercus aliena. Гусеница светло-зелёная. Окукливается на нижней стороне листа. Куколка зелёного цвета.